# Freetown
Pour les articles homonymes, voir Freetown (homonymie).

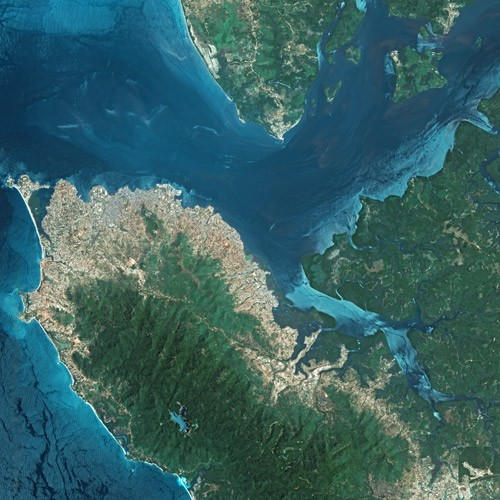
Freetown vu par le satellite Spot

Freetown (en français, « Libreville ») est la capitale et la plus grande ville de Sierra Leone. La ville portuaire est le principal centre urbain, économique, financier, culturel, éducatif et politique de la Sierra Leone, et le siège du gouvernement sierra-léonais. Selon le recensement de 2024, sa population s'élevait à 1 347 559 habitants.
Freetown est bordée par l'océan Atlantique et le district rural de la zone occidentale. La municipalité est divisée en trois régions: East End, Central et West End. Les quartiers de l'East End (East I, East II et East III) abritent le plus grand centre de population de la ville et, de manière générale, le quartier le plus pauvre. Le quai Queen Elizabeth II se trouve dans l'East End.
Le conseil municipal de Freetown dispose de sa propre force de police municipale.

## Histoire

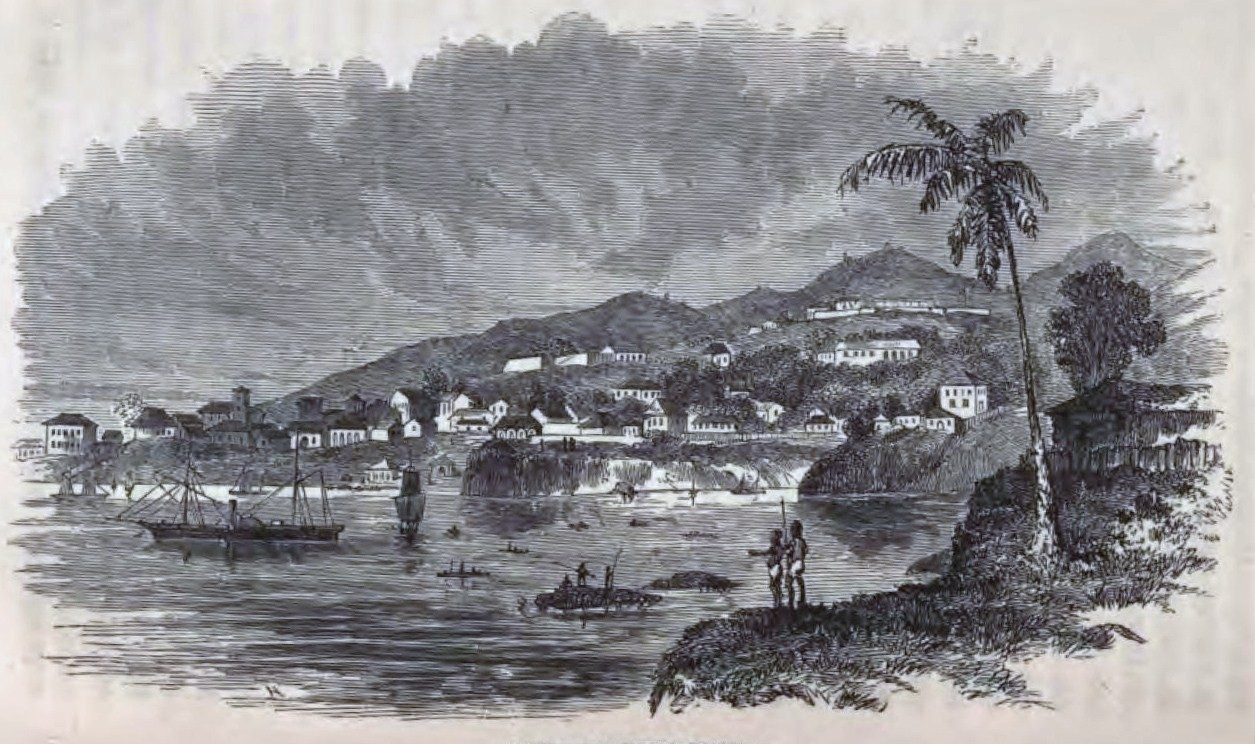
Freetown en 1856

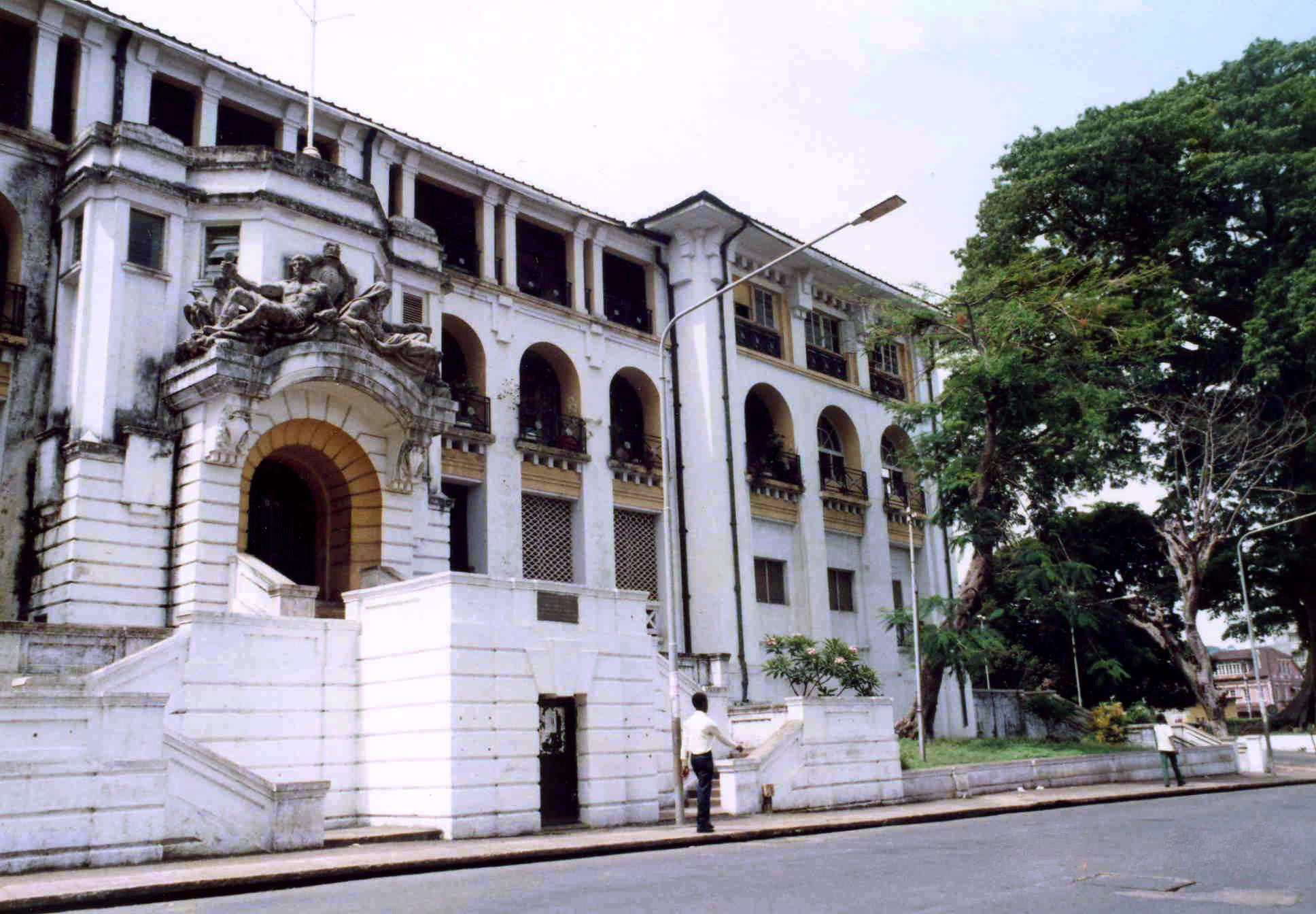
Freetown Court

Les premières personnes qui ont commencé à construire la ville furent d'anciens esclaves libérés par des abolitionnistes britanniques en 1787. En 1792, la ville est officiellement fondée par d'anciens esclaves de 
Nouvelle-Écosse en Amérique du Nord britannique. Le Obai (roi) Naimbanna II du Royaume Koya lutta activement contre l'esclavage. En 1791, le Obai favorisa le retour d'afro-descendants affranchis en leur offrant du travail et des terres.
De 1808 à 1874, la ville est la capitale de l'Afrique occidentale britannique.
Durant la Seconde Guerre mondiale, le port a servi de base navale militaire pour les Britanniques.
La ville a été le théâtre de violents combats de rue dans les années 1990, lors de la guerre civile sierra-léonaise.
Au petit matin du 14 août 2017, après de fortes pluies, une partie du mont Sugar Loaf, en bordure de Freetown, s'est effondrée lors d'une gigantesque coulée de boue qui a noyé plus de 300 personnes à Regent Town. La déforestation a été imputée à ce glissement de terrain,,.
L'explosion d'un dépôt de carburant en novembre 2021 fait au moins 115 morts et des dizaines de blessés graves.

## Démographie
Depuis 1974, l'évolution démographique de Freetown a été :
| 1974    | 1985    | 2004    | 2015      |
| ------- | ------- | ------- | --------- |
| 276 247 | 469 776 | 772 873 | 1 055 964 |

| 2021    | - | - | - |
| ------- | - | - | - |
| 609 174 | - | - | - |

| Histogramme de l'évolution démographique de Freetown                                                            |           |
| \| 1974 \| 276 247 \| \| 1985 \| 469 776 \| \| 2004 \| 772 873 \| \| 2015 \| 1 055 964 \| \| 2021 \| 609 174 \| |           |
| 1974 | 276 247   |
| 1985 | 469 776   |
| 2004 | 772 873   |
| 2015 | 1 055 964 |
| 2021 | 609 174   |

## Économie
L'économie de la ville tourne largement autour de son port, occupant une partie de l'estuaire de la rivière de Sierra Leone dans l'un des plus grands ports en eau profonde naturel du monde. Le Queen Elizabeth II Quay (le quai de la Reine Elizabeth II) est capable de recevoir des navires de très grosses capacités et gère les principales exportations de Sierra Leone.
L'industrie locale tourne autour de l'exportation de poissons, de riz et de cigarettes, du raffinage du pétrole et de la taille de diamants.
La ville abrite une cimenterie du groupe allemand HeidelbergCement.
La plupart des plus grandes entreprises du pays localisent leur siège social à Freetown ainsi que la majorité des sociétés internationales.

## Culture
La ville abrite le Musée national de Sierra Leone et le Musée national des chemins de fer de Sierra Leone.

## Lieux de culte
Parmi les lieux de culte, il y a principalement des mosquées musulmanes. Il y a aussi des églises et des temples chrétiens : Archidiocèse de Freetown (Église catholique), United Methodist Church in Sierra Leone (Conseil méthodiste mondial), Baptist Convention of Sierra Leone (Alliance baptiste mondiale), Assemblées de Dieu.

## Transports

### Transport aérien
L'aéroport international de Freetown dessert Freetown et le reste du pays. Il est situé dans la ville de Lungi, à environ 17 km au nord-est de Freetown, de l'autre côté de la mer. Il est le principal aéroport pour les vols nationaux et internationaux à destination et en provenance de la Sierra Leone. Il est exploité par l'Autorité aéroportuaire de Sierra Leone. Des services réguliers de bateaux rapides, de bus et de ferry desservent Freetown et d'autres régions du pays. L'aéroport de Hastings offre un service secondaire, mais ne peut accueillir que de petits avions en raison de sa courte piste. Il est situé à environ 14 km au sud-est du centre-ville de Freetown (près de 22 km par la route).

### Transferts vers Freetown
Les passagers ont le choix entre l'aéroglisseur, le ferry, la route (5 heures), le hors-bord, le bateau-taxi, les bateaux bananes locaux et l'hélicoptère pour traverser le fleuve jusqu'à Freetown. Le ferry est l'option la plus économique. Les opérations d'aéroglisseur et de ferry ont parfois été suspendues en raison de la surcharge de passagers et de problèmes de sécurité. Plusieurs quais sont inutilisables à marée basse. Durant ces périodes, il n'existe aucun chemin sec reliant la terre ferme aux vedettes rapides ou aux bateaux-taxis. Les opérateurs proposent de hisser les passagers et leurs bagages depuis la tête de pont, tandis qu'ils pataugent dans l'eau pour aider les passagers et leurs effets personnels à embarquer.

## Éducation supérieure

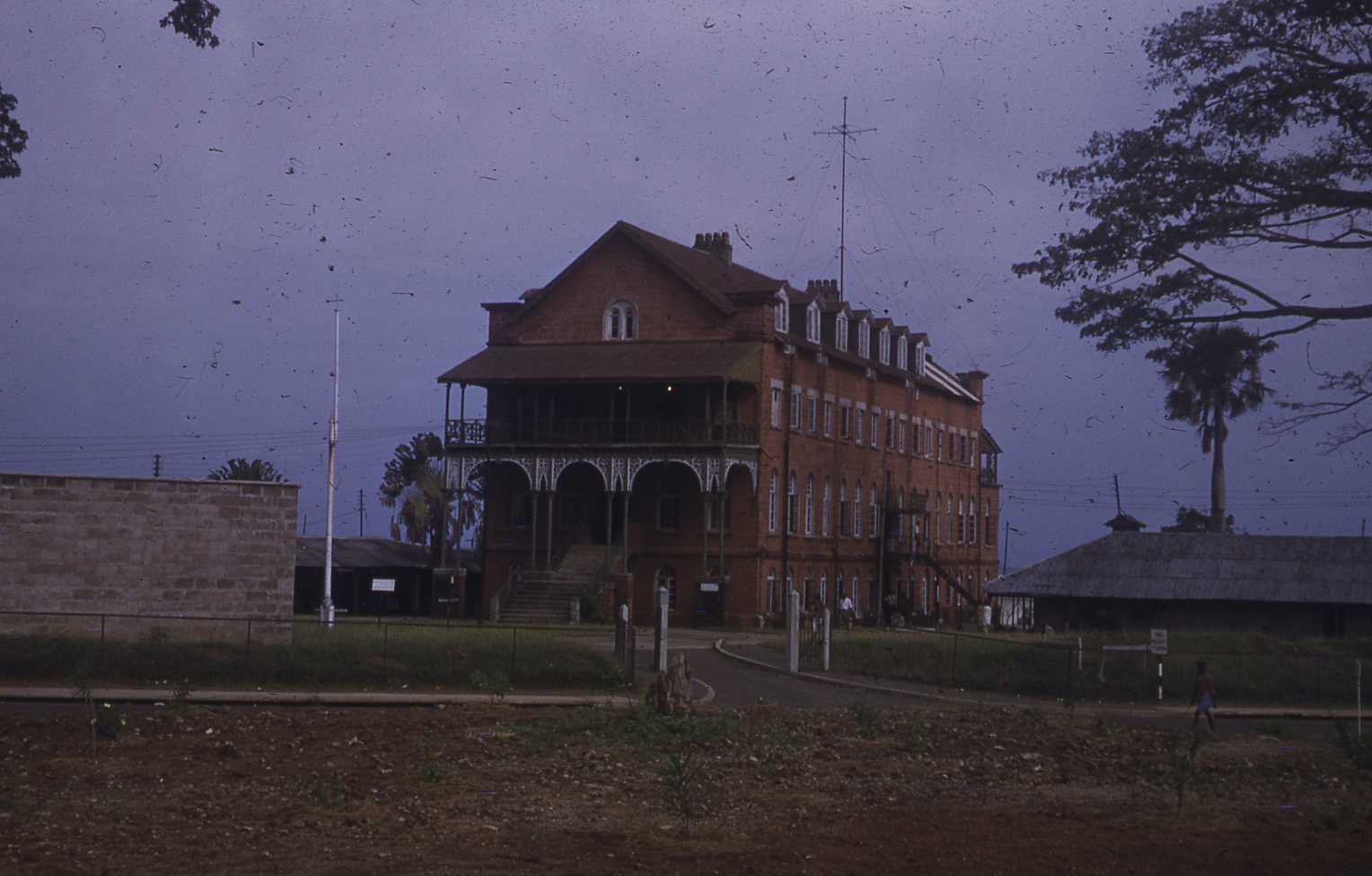
Fourah Bay College

Freetown (comme le reste de la Sierra Leone) dispose d'un système éducatif comprenant six années d'école primaire (de la 1re à la 6e) et six années d'école secondaire (de la 1re à la 6e). Les écoles secondaires sont elles-mêmes divisées en collèges (de la 1re à la 3e) et lycées (de la 4e à la 6e). Ce système est connu sous le nom de système éducatif 6-3-3-4, ce qui signifie : 6 années d'école primaire, 3 années de collège, 3 années de lycée et 4 années d'université.
Les élèves du primaire sont généralement âgés de 6 à 12 ans, et ceux du secondaire de 13 à 18 ans. L'enseignement primaire est gratuit et obligatoire dans les écoles publiques financées par l'État. Freetown abrite l'une des deux principales universités du pays, le Fourah Bay College, la plus ancienne université d'Afrique de l'Ouest, fondée en 1827.
C'est dans cette ville que se trouve l'Université de Fourah Bay.

## Jumelages
| Ville | Ville              | Pays | Pays         | Période     |
| ----- | ------------------ | ---- | ------------ | ----------- |
|       | Banjul             |      | Gambie       |             |
|       | Conakry            |      | Guinée       |             |
|       | Ganzhou            |      | Chine        |             |
|       | Hartford           |      | États-Unis   |             |
|       | Hefei              |      | Chine        |             |
|       | Kansas City        |      | États-Unis   |             |
|       | Kingston-upon-Hull |      | Royaume-Uni  |             |
|       | Makeni             |      | Sierra Leone |             |
|       | New Haven,         |      | États-Unis   | depuis 1981 |

## Personnalités nées à Freetown
- Dele Charley (1948-), écrivain
- Eunice Barber (1974-), athlète franco-sierra-léonaise
- Chris Bart-Williams (1974-), footballeur
- Constance Cummings-John (1918-2000), femme politique.
- Lamine Conteh (1976-2022), joueur de football sierra-léonais.
- Umu Hawa Tejan-Jalloh (16 avril 1949-), première femme présidente de la Cour suprême de 2008 à 2015.